# Vandringsmanden
Vandringsmanden (russisk: Сталкер, translit.: Stalker) er en sovjetisk science fiction spillefilm fra 1979 instrueret af Andrej Tarkovskij og optaget i Mosfilm-studierne. Filmens manuskript er skrevet af Arkadij og Boris Strugatskij og er løst baseret på brødrenes roman Piknik na obotjine fra 1972. Filmen indeholder elementer af science fiction kombineret med temaer om filosofi, psykologi og teologi.
Filmen anses som et af Andrej Tarkovskijs mest betydningsfulde værker. Sammen med hans film Den yderste dom, Solaris og Spejlet er Vandringsmanden med jævne mellemrum inkluderet på listerne over de bedste film gennem tiden.
Produktionen af filmen var ledsaget af mange problemer og tog omkring tre år at færdiggøre. Filmen var den sidste, Tarkovskij indspillede i Sovjetunionen.
Filmen havde premiere i USSR den 19. maj 1980 og fik dansk premiere den 24. august 1981 i Grand i København.  Tarkovskij modtog for filmen en specialpris ved Filmfestivalen i Cannes i 1980.

## Handling
Filmen handler om en ekspedition ind i et mystisk lukket område, der blot kaldes "Zonen", hvor der angiveligt findes et rum, hvor en persons inderste ønsker kan blive opfyldt. Ekspeditionen ledes af en person, "Stalker", spillet af Aleksandr Kajdanovskij, der med sig har to personer: En melankolsk forfatter (spillet af Anatolij Solonitsyn) der søger inspiration, og en professor (Nikolaj Grinko) der er på videnskabelig opdagelse.